# Richard Davis (contrebassiste)
Pour les articles homonymes, voir Richard Davis et Davis.
Richard Davis est un contrebassiste américain né le 15 avril 1930 à Chicago et mort le 6 septembre 2023.

## Biographie
Élève de la DuSable High School de Chicago (comme Nat King Cole, Johnny Griffin, Gene Ammons et d'autres grands musiciens), Richard Davis joue dans l'orchestre de l'école sous la direction de Walter Dyett, un homme qui a une énorme influence sur lui, tant humainement que musicalement. Il commence à étudier la contrebasse en 1945. Grâce à un autre élève de la DuSable High School il découvre les enregistrements de Jimmy Blanton, Milt Hinton, Slam Stewart et Oscar Pettiford.
Toujours à Chicago, Richard Davis accompagne Andrew Hill et Ahmad Jamal (1952-1954) avant de partir pour New York avec un autre pianiste, Don Shirley, avec qui il reste jusqu'en 1956. L'année suivante, il devient le contrebassiste de Sarah Vaughan, avant de s'établir à New York, où il commence à prendre part à de nombreuses séances d'enregistrement, qui le verront aussi bien accompagner Margo Guryan, Barbra Streisand ou encore Bruce Springsteen que se produire sous la direction de Pierre Boulez et Igor Stravinsky. 
Parallèlement, il continue à se produire avec Eric Dolphy (1961 et 1964), Jaki Byard, Roland Kirk... entre autres ! Membre fondateur du New York Bass Violin Choir, un ensemble de contrebassistes comprenant également Sam Jones, Ron Carter, Percy Heath et Milt Hinton, il est contrebassiste de 1966 à 1972 dans le big band codirigé par Thad Jones et Mel Lewis, le Thad Jones/Mel Lewis Orchestra. Il quitte New-York en 1977 pour devenir enseignant à l'Université du Wisconsin, à Madison.
En 1994, il crée la Richard Davis Foundation for Young Bassists, un organisme qui a pour but de faciliter l'accès des jeunes contrebassistes à l'enseignement dispensé par les meilleurs professeurs, et de mettre à leur disposition des instruments adaptés à leur taille (ce qui permet de commencer l'étude de l'instrument dès cinq ans). Richard Davis cherche en priorité à faciliter l'accès à l'instrument aux jeunes issus de minorités ethniques et de milieux défavorisés. Chaque année, aidé par un petit groupe de bénévoles, il organise à Madison une «Bass Conference» au cours de laquelle les contrebassistes de moins de dix-huit ans rencontrent, et étudient avec quelques-uns des meilleurs professeurs et concertistes des États-Unis, du Canada, d'Europe et du Japon.
Mais ses activités d'enseignant n'empêchent pas Richard Davis de continuer à se produire, essentiellement aux États-Unis, et d'enregistrer intensément. À l'été 1997, il vient en France pour la première fois depuis très longtemps, pour une tournée en compagnie de Roland Hanna et Andrew Cyrille.
Il meurt le 6 septembre 2023

## Style
Véritable caméléon de la contrebasse, Richard Davis sait autant assurer une walking bass derrière Oscar Peterson qu'explorer toutes les ressources harmoniques et de l'instrument par exemple aux côtés de Roland Kirk ou Elvin Jones. Il prend souvent ses solos comme walking bass (notamment avec Booker Ervin) et utilise beaucoup les cordes à vide. Un jeu d'archet plein de fougue, une justesse remarquable, une inventivité sans limites, une sonorité pleine et chaude : ainsi peut-on qualifier le jeu de Richard Davis. Autre particularité: il joue assis ce qui change inévitablement le son et sa sonorité tout à fait reconnaissable pour les auditeurs. Il est assurément l'un des contrebassistes de jazz les plus importants de ces cinquante dernières années.

## Discographie

### En tant que leader/co-leader
- 1967 : Heavy Sounds avec Elvin Jones (Impulse!)
- 1969 : Muses for Richard Davis (MPS)
- 1971 : The Philosophy of the Spiritual (Cobblestone) - aussi sorti comme With Understanding (Muse)
- 1972 : Epistrophy & Now's the Time (Muse)
- 1973 : Dealin' (Muse)
- 1973 : Songs For Wounded Knee (Flying Dutchman)
- 1975 : As One (Muse)
- 1977 : Harvest (Muse) - sortie 1979
- 1977 : Way Out West (Muse) - sortie 1980
- 1977 : Fancy Free (Galaxy)
- 1977 : Divine Gemini (SteepleChase) avec Walt Dickerson
- 1977 : Tenderness (SteepleChase) avec Walt Dickerson - sortie 1985
- 1987 : Persia My Dear (DIW)
- 1990 : Live at Sweet Basil - sortie 1994
- 1997 : Total Package (Marge Records)
- 2000 : Forest Flowers (compilation de Muse material)
- 2001 : The Bassist: Homage to Diversity (Palmetto Records, avec John Hicks)

### En tant que sideman
Avec Manny Albam
- Brass on Fire (Sold State, 1966)
- The Soul of the City (Solid State, 1966)

Avec Dorothy Ashby
- The Fantastic Jazz Harp of Dorothy Ashby (Atlantic, 1965)

Avec Gary Bartz
- Libra (Milestone, 1968)

Avec Willie Bobo
- Spanish Grease (Verve, 1965)

Avec Kenny Burrell
- A Night at the Vanguard (Argo, 1959)

Avec Jaki Byard
- Freedom Together! (Prestige, 1966)
- Jaki Byard with Strings! (Prestige, 1968)
- The Jaki Byard Experience (Prestige, 1968)

Avec Candido Camero
- Beautiful (Blue Note, 1970)

Avec Joe Chambers
- The Almoravid (Muse, 1974)

Avec Creative Construction Company
- Creative Construction Company (Muse, 1970 [1975])
- Creative Construction Company Vol. II (Muse, 1970 [1976])

Avec Eric Dolphy
- Iron Man (Douglas, 1963)
- Out to Lunch! (Blue Note, 1964)

Avec Lou Donaldson
- Rough House Blues (Argo, 1964)
- Sophisticated Lou (Blue Note, 1973)

Avec Kenny Dorham
- Trompeta Toccata (Blue Note, 1964)

Avec Jonathan Edwards
- Have a Good Time for Me (Alto, 1973)

Avec Booker Ervin
- The Freedom Book (Prestige, 1963)
- The Song Book (Prestige, 1964)
- The Blues Book (Prestige, 1964)
- The Space Book (Prestige, 1964)
- Groovin' High (Prestige, 1963–64)
- Heavy!!! (Prestige, 1966)

Avec Art Farmer
- New York Jazz Sextet: Group Therapy (Scepter, 1966)

Avec Maynard Ferguson
- The Blues Roar (Mainstream, 1965)

Avec Jimmy Forrest
- Soul Street (New Jazz, 1962)

Avec Frank Foster
- Soul Outing! (Prestige, 1966)

Avec Don Friedman
- Metamorphosis (Prestige, 1966)

Avec Dizzy Gillespie
- Cornucopia (Solid State, 1969)

Avec Chico Hamilton
- The Further Adventures of El Chico (Impulse!, 1966)
- The Dealer (Impulse!, 1966)

Avec Eddie Harris
- Silver Cycles (Atlantic, 1968)

Avec Johnny Hartman
- The Voice That Is! (Impulse!, 1964)

Avec Roy Haynes
- Togyu (RCA, 1975)

Avec Joe Henderson
- In 'N Out (Blue Note, 1964)
- Relaxin' at Camarillo (Contemporary, 1979)

Avec Andrew Hill
- Black Fire (Blue Note, 1963)
- Smokestack (Blue Note, 1963)
- Judgment! (Blue Note, 1964)
- Point of Departure (Blue Note, 1964)
- Andrew!!! (Blue Note, 1964)
- Pax (Blue Note, 1965)
- Lift Every Voice (Blue Note, 1969)
- Nefertiti (East Wind, 1976)

Avec Freddie Hubbard
- The Hub of Hubbard (1970)

Avec Janis Ian
- Between the Lines (1975)

Avec Milt Jackson
- Statements (Impulse!, 1962)
- For Someone I Love (Riverside, 1963)
- Jazz 'n' Samba (Impulse!, 1964)

Avec J. J. Johnson et Kai Winding
- Israel (CTI, 1968)

Avec Jonathan and Leigh
- Third and Main (Vanguard, 1967)

Avec Elvin Jones
- Dear John C. (Impulse!, 1965)
- Heavy Sounds (Impulse! Records, 1967)
- Very R.A.R.E. (Trio Records, 1979)
- Heart to Heart (Denon, 1980)
- Love & Peace (Trio Records, 1982)
- Elvin Jones Jazz Machine Live at Pit Inn (Polydor Japan, 1984)

Avec Hank Jones
- Ain't Misbehavin'
- Arigato

Avec Clifford Jordan
- These are My Roots: Clifford Jordan Plays Leadbelly (Atlantic, 1965)
- In the World (Strata-East, 1969 [1972])
- Inward Fire (Muse, 1978)

Avec Roland Kirk
- Reeds & Deeds (1963)
- Rip, Rig and Panic (1965)

Avec Eric Kloss
- Grits & Gravy (Prestige, 1966)
- In the Land of the Giants (Prestige, 1969)

Avec Hubert Laws
- The Laws of Jazz (Atlantic, 1964)
- Flute By-Laws (Atlantic, 1966)
- Wild Flower (Atlantic, 1972)

Avec John Lewis
- P.O.V. (1975)

Avec Charles Lloyd
- Discovery! (Columbia, 1965)

Avec Johnny Lytle
- A Man and a Woman (Solid State, 1967)

Avec Pat Martino
- Baiyina (Prestige, 1968)
- The Visit! (Cobblestone, 1972) aussi sorti comme Footprints
- Exit (Muse, 1976)

Avec Brother Jack McDuff
- Prelude (Prestige, 1963)
- Moon Rappin' (Blue Note, 1969)
- Check This Out (Cadet, 1972)

Avec Gary McFarland
- The Gary McFarland Orchestra avec Bill Evans (1963)
- Simpático with Gábor Szabó (Impulse!, 1966)

Avec Jimmy McGriff
- The Big Band (Solid State, 1966)
- A Bag Full of Blues (Solid State, 1967)

Avec Charles Mingus
- Let My Children Hear Music (Columbia, 1972)

Avec James Moody
- Great Day (Argo, 1963)

Avec Van Morrison
- Astral Weeks (1968)

Avec David Murray
- The Hill (1987)
- Seasons (1999)

Avec Oliver Nelson
- More Blues and the Abstract Truth (Impulse!, 1964)
- Oliver Nelson Plays Michelle (Impulse!, 1966)

Avec Sam Rivers
- Hues (Impulse!, 1973)

Avec Michel Sardaby
- Michel Sardaby in New York (Sound Hills, 2002)

Avec Shirley Scott
- Latin Shadows (Impulse!, 1965)
- Roll 'Em: Shirley Scott Plays the Big Bands (Impulse!, 1966)
- Mystical Lady (Cadet, 1971)

Avec Marlena Shaw
- Marlena (1972)

Avec Paul Simon
- There Goes Rhymin' Simon (1973)

Avec Jimmy Smith
- Monster (1965)

Avec Bruce Springsteen
- Greetings from Asbury Park, N.J. (Columbia, 1973)
- Born to Run (Columbia, 1975)

Avec Sonny Stitt
- Mr. Bojangles (Cadet, 1973)
- Satan (Cadet, 1974)

Avec Ed Summerlin
- Ring Out Joy' (Avant-Garde, 1968)

Avec Clark Terry
- Mumbles (Mainstream, 1966)

Avec Lucky Thompson
- Lucky Strikes (Prestige, 1964)

Avec Cal Tjader
- Soul Sauce (Verve, 1965)
- Soul Bird: Whiffenpoof (Verve, 1965)
- Soul Burst (Verve, 1966)

Avec Mickey Tucker et Roland Hanna
- The New Heritage Keyboard Quartet (Blue Note Records, 1973)

Avec Phil Upchurch
- Feeling Blue (Milestone, 1967)

Avec Sarah Vaughan
- Swingin' Easy (EmArcy, 1957)

Avec Mal Waldron
- Sweet Love, Bitter (Impulse!, 1967)

Avec Cedar Walton
- Cedar Walton Plays Cedar Walton
- Spectrum

Avec Walter Wanderley
- Moondreams (A&M/CTI, 1969)

Avec Ben Webster
- Soulmates (Riverside, 1963) - avec Joe Zawinul
- See You at the Fair  (Impulse!, 1964)

Avec Reuben Wilson
- Set Us Free (1971)

Avec Jimmy Witherspoon
- Blues for Easy Livers (Prestige, 1965)

Avec Phil Woods
- Musique du Bois (Muse, 1974)

Avec Joe Zawinul
- The Rise and Fall of the Third Stream (1968)